# Jorma Pilkevaara
Jorma Kalevi Pilkevaara (Helsinki, 24 ottobre 1945 – Hamina, 12 luglio 2006) è stato un cestista finlandese.

## Carriera
Con la Finlandia ha disputato i Giochi olimpici di Tokyo 1964 e tre edizioni dei Campionati europei (1963, 1965, 1967).

## Palmarès
- Campionato finlandese: 4

ToPo Helsinki: 1965-66
Tapion Honka: 1967-68, 1968-69
Turun NMKY: 1981-82